# Tidiani Togola
Tidiani Togola, né le 8 février 1983 à Nino dans la région de Ségou au Mali, est un expert des médias et des technologies de l'information de la communication malien. Il est actuellement président directeur exécutif et directeur technique de la fondation Tuwindi dont il est le fondateur.

## Études
Tidiani Togola fait ses études primaires dans la ville de Bamako, capitale du Mali, où il obtient son certificat d'étude primaires. Ensuite, il obtient son diplôme d'étude fondamentale à Sikasso. Son baccalauréat en option sciences exactes, il le décroche à l'école catholique de Bamako. Il est titulaire d'un master en normalisation qualité certification et essai de l'Université de technologie de Compiègne (France), d'un master en ingénierie des réseaux informatiques et système d'information de l'université Sup’Management Mali et d'une Maitrise en physiques appliquées de la Faculté des sciences et techniques de Bamako à l'Université des sciences, des techniques et des technologies de Bamako.
Il intègre en 2015 le programme Reagan Fanscell des chercheurs de la National Endowment for Democracy à Washington DC, aux États-Unis, où il conduit des recherches sur l'utilisation des TIC dans le domaine de la gouvernance et des élections en Afrique. Au cours de ce programme, il développe un logiciel spécialisé dans la gestion des élections ainsi qu’une méthodologie innovante de son implémentation par les États et les organisations de la société civile.

## Carrière professionnelle
Il débute dans le monde professionnel en 2006 à travers des actions de recrutement et de formation des jeunes dans le domaine des Technologies de l'information et de la communication (TIC). En 2007, il dirige des projets TIC orientés vers l’éducation, l’agriculture et la promotion des langues locales au Mali avec ICVolontaires.
D’octobre 2007 à novembre 2009, il occupe la fonction de Responsable des systèmes d'information et de l'infrastructure réseau, au Ministère de la Santé de la République du Mali, ses tâches étant spécifiquement axées sur l’identification et la mise en place des meilleures solutions technologiques pour la santé, les services IP et visioconférences, la coordination du portail web dudit Ministère, la maintenance du réseau informatique et des services du Ministère, le suivi des projets d'infrastructure et de l'intégration de nouvelles solutions informatiques ainsi que le conseil aux managers et préparation des documents de politique et de stratégie TIC pour le Ministère.
Durant près de six ans, de 2009 à 2015, il a été directeur technique de l’Agence nationale de Télésanté et d'informatique médicale.
Depuis 2015, il est membre du groupe consultatif de pairs du Bid Learning Network (BLN).

## Fondation Tuwindi
Aujourd’hui président et directeur exécutif, Togola, à travers sa fondation, Tuwindi, utilise les technologies numériques pour renforcer la démocratie, la gouvernance et les médias en Afrique,,. Résolu à promouvoir la prise en compte du genre, l'équité entre les sexes et à soutenir la liberté d'expression. Il prend position ainsi pour une meilleure représentation des femmes compte tenu de leur sous représentation dans le domaine numérique.
Sous son Leadership, Tuwindi a retenu l’attention et la confiance d'organisations nationales et internationales dont l’Union Européenne, l’USAID, le PNUD, la National Endowment for Democracy (États-Unis), Free Press Unlimited, Open Society Initiative for West Africa (OSIWA), qui appuient ses actions dans plus de 20 pays d’Afrique, d’Asie et d’Europe à travers 19 solutions technologiques de pointe dans les domaines des élections, de la gouvernance, de l’agriculture, de l’éducation, de la santé, de la justice et des médias.
Toujours avec Tuwindi, Tidiani Togola travaille avec la Mission d’observation électorale au Mali de juin 2021 à décembre 2022. Avec cette mission, il coordonne toutes les opérations techniques relatives au traitement de l'information via les plateformes déployées et propose le plan de déploiement ainsi que la stratégie de remontée des données. Il participe à l’élaboration du formulaire d'observation basé sur le code électoral et les normes internationales.
Tidiani Togola coordonne aussi le recrutement, la formation et le déploiement des agents techniques et des observateurs. Il dirige tous les observateurs, coordonnateurs et superviseurs et met en place la plateforme technologique tout en assurant son fonctionnement optimal. Il gère aussi la chambre technique et agit en tant que chef de mission adjoint pour toutes les opérations.

## Mali Media Awards
Tidiani Togola remet chaque année cette récompense à un journaliste malien,.

## Vie associative
Tidiani Togola est membre du Rotary Club International, Club de Kati où il a déjà assuré la présidence. Il est fondateur du Réseau Democracy Tech Squad et il fut également Coordinateur nationale de ICVolontaire, une association Internationale de volontariat.

## Vision
Tidiani Togola est un Tech and Innovation Maker. Ses travaux sont axés sur le développement de l’Intelligence artificielle et l’édification de villes et territoires intelligents.   